# Sarrance
Sarrance is een gemeente in het Franse departement Pyrénées-Atlantiques (regio Nouvelle-Aquitaine) en telt 218 inwoners (2005). De plaats maakt deel uit van het arrondissement Oloron-Sainte-Marie.

## Geografie
De oppervlakte van Sarrance bedraagt 45,6 km², de bevolkingsdichtheid is 4,8 inwoners per km².
De onderstaande kaart toont de ligging van Sarrance met de belangrijkste infrastructuur en aangrenzende gemeenten.

## Verkeer
In de gemeente ligt de spoorweghalte Sarrance.

## Demografie
Onderstaande figuur toont het verloop van het inwonertal (bron: INSEE-tellingen).